# Bono Bocade (La Rioja)
Los Bocade (Bonos de Cancelación de Deudas) son bonos emitidos por la Provincia de La Rioja. Han existido 3 emisiones de Bocade, emitiéndose por primera vez en 1986, por segunda vez en 2001, y una versión llamada chachos desde 2024.
En 1986, durante el gobierno de Carlos Menem, se crearon por primera vez a través de la ley 4534. Su emisión se dio en el contexto de una crisis económica y una hiperinflación. Se emitieron billetes de 0,10, 0,50, 1, 5, 10, 50, 100, 10 000 y 50 000, y tenían una paridad fija con el austral. Todos los billetes tenían el rostro de Facundo Quiroga. Su emisión finalizó en 1989.
La segunda emisión de Bocade sucede en 2001, durante la crisis de 2001, en la gestión de Ángel Maza. A través de la ley 7715, se emitieron billetes de 2, 5, 10, 20 y 50; todos ellos tenían el rostro de Eva Perón.

## Chachos
Desde el 5 de julio de 2024 circulan los primeros Bocade creados por el gobierno de Ricardo Quintela a través de la ley 10703, con paridad fija con el peso. En un contexto en el que la provincia de La Rioja demandó a la Nación por la retención indebida de los fondos coparticipables que se envían a través de los Aportes al Tesoro Nacional (ATN)  y la crisis económica del país.  La primera emisión fueron destinados a pagar un porcentaje del sueldo de 500 funcionarios públicos de La Rioja en el mes de julio, y en agosto todos los empleados estatales riojanos cobraran un extra de 50 000 chachos que se sumara a su sueldo en pesos. Esta primera emisión de 9000 millones de pesos incluye denominaciones de 1000 (color naranja), 2000 (color azul), 5000 (color verde), 10 000 (color violeta), 20 000 (color café) y 50 000 (color rojo) «chachos». Estos billetes tienen todos en el frente la imagen de Ángel Vicente Peñaloza, el cual fue conocido popularmente como Chacho Peñaloza, proviniendo de ahí el nombre de los Bocade.
Estos bonos han sido utilizados por el gobierno de La Rioja para pagar una suma fija de 50 000 Bocades en concepto de bono, primero a las autoridades provinciales hasta el rango de director general, luego se extendió a los empleados públicos. Los bonos emitidos vencieron el 31 de diciembre de 2024 y pagaban un interés directo de 17 % semestral.